# Загоричанско клане
Загоричанското клане (на гръцки: Σφαγή της Ζαγορίτσανης) е опожаряването на костурското село Загоричани, Южна Македония, и избиването на 62 мирни жители българи от страна на гръцки чети на 25 март (7 април нов стил) 1905 година, на църковния празник Благовещение.

## Предистория
През XIX век Загоричани е един от главните центрове на българското Възраждане в Костурско и си спечелва прозвището Малката София. Населението на Загоричани в началото на XX век е почти изцяло българско екзархистко, а в селото работят две български училища. Населението се включва в националосвободителната революционна борба на Вътрешната македоно-одринска революционна организация и участва в Илинденско-Преображенското въстание. При потушаването на въстанието селото е опожарено от турската армия на 15 август 1903 година, а между 55 – 150 жени, деца и старци са изклани. Британският журналист Хенри Брайлсфорд посещава селото и фотографира руините на Загоричани. Въпреки това от Загоричани са родом няколко гъркомани, дейци на гръцката въоръжена пропаганда, а по спомените на Герман Каравангелис при клането в Загоричани са убити и няколко от неговите шпиони погрешка.
След Илинденско-Преображенското въстание гръцката въоръжена пропаганда в Македония се активизира. Елиномакедонският комитет в Атина започва да изпраща въоръжени чети във вътрешността, които се ръководят от костурския митрополит Герман Каравангелис. Цел на организацията според Павлос Мелас е:
| „ | Трябва да попречим на българите да вършат пак злодеяния и да повторят миналогодишното лъжевъстание, защото целият свят е на път да признае, че тук има само българи. Това трябва да стане тази година, а догодина можем да поработим и за свободата. | “ |

Гръцката пропаганда се поставя в услуга на турската власт и подпомага унищожението на българските чети. Според главния османски инспектор Хилми паша:
| „ | Деянията на гръцките чети, ако и да са противозаконни и да подлежат и на наказания, но понеже тия чети се сражават само с български чети, а когато се срещнат с редовната войска се предават без да употребяват оръжие – тяхното съдене бе предоставено на обикновени съдии. Имаме донесение от полковник Леон Ламуш, че има случаи при които в сражение с български чети в Ениджевардарско, андартите подпомагаха турската войска и техните ранени бяха лекувани в турски военни болници. | “ |

Според Герман Каравангелис:
| „ | ... съюзът с турците е само временен. Ще дойде великият ден, когато елинизмът ще предяви своите права. Но е необходимо първо да се смажат българите. | “ |

Поради това, че Загоричани активно участва във въстанието, не приема върховенството на Цариградската патриаршия и е пречка на гръцките идеи, андартът Георгиос Цондос (Капитан Вардас) решава да „накаже“ селото. Конкретна причина за това е изгарянето от чети на ВМОРО на Чуриловския и Сливенския манастир, центрове на гръцката въоръжена пропаганда в района. Според Стаматис Раптис на андартите е наредено да избият всички жители на селото над 16-годишна възраст. Заповедта идва от „лице, на което отмъстителите дължаха сляпо повиновение“. Самият Герман Каравангелис признава, че е предоставил списък с видните българи, които Капитан Вардас трябва да убие.

## Клане в Загоричани
Гръцките андартски чети на Георгиос Цондос, Евтимиос Каудис, Георгиос Макрис и Павлос Гипарис, капитаните Йоанис Каравитис, Теодорос Кукулакис, Йоанис Пулакас, Стефанос Дукас (Мальос) и Филипос Китринярис се съсредоточават в гръцкото село Лошница. Към 20 март 1905 година общият им брой надминава 300 души. На 24 март 1905 година италианският жандармерийки офицер на турска служба в Костур Козма Манера получава информация за готвената андартска акция и нарежда на турския офицер Ниязи бей да пренощува същата вечер в Загоричани, но той от своя страна отсяда с отряда си в близкото Куманичево. В близост е и разположеният в Клисура турски военен гарнизон, въпреки това движението и акцията на андартските чети остават незабелязани. Остават съмнения за тайна подкрепа от турската официална власт, които са описани в доклад на Андрей Тошев, български търговски представител в Солун. При разследването на събитията той споделя мнението на консулите за неадекватната намеса на турската власт:
| „ | Недопустимо е движението на такава многобройна чета да остане незабелязано отъ органитѣ на гражданската и военната власть. Нѣколко дена преди нападението, турска войска, дошла въ Загоричани, сѫщо свирила съ трѫба, а офицерътъ успокоилъ изплашенитѣ селяни, като имъ казалъ, че щомъ чуятъ трѫба, да знаятъ, че е войска и да не се тревожатъ. Нѣколко дена наредъ преди нападението, аскерътъ правилъ обиски въ Загоричани, така че, ако нѣкои отъ селянитѣ сѫ имали орѫжие, скрили сѫ го и не сѫ го имали на рѫка, за да се бранятъ. Заминаването на Костурския каймакаминъ, безъ да се яви предъ консулитѣ, е другъ не по-малко подозрителенъ фактъ. | “ |

Известни са идеите за съвместни турско-гръцки акции срещу българите. Герман Каравангелис пише в 1902 година писмо до митрополит Атанасий Солунски, в което заявява: 
| „ | Турският всеобщ главатар Несат паша чрез моите разузнавачи поиска да узнае моето мнение за изпращане на поделение да прогони българските шайки. Отговорих му, за да се унищожат българските шайки, ще трябва в една нощ да се обсадят поне 40 села и да се хванат живи всички членове на шайките. | “ |

На 25 март (7 април нов стил) 1905 година, на църковния празник Благовещение, андартските чети първо обкръжават, а след това нахлуват рано сутринта в Загоричани, координирани от Ставрос Цамис. Нападението е съпроводено със звуци на военни тръби, които използва турската армия за сигнализация. Това е част от тактиката на андартите, които знаят, че българите ще скрият оръжието си, за да не бъде намерено при претърсване от страна на турската власт. В селото пламват пожари от всички страни и андартите събират 20 души видни възрастни граждани в центъра на Загоричани. След два часа се оттеглят с тях в планината Върбица, когато пристига и турската армия начело с Ниязи бей и селяни, избягали още при нападението в съседните села. В селото са убити 39 момчета и мъже, и 7 момичета и жени. На Върбица са застреляни 14 мъже, сред които селският поп Стефан Николов на 60 години. С кмета на селото и дъщеря му общият брой убити е 62 души, а други шестима са ранени. От всички заловени един човек се завръща в селото.
| Списък на жертвите на клането | Списък на жертвите на клането         | Списък на жертвите на клането | Списък на жертвите на клането | Списък на жертвите на клането |
| Номер                         | Име                                   | Години                        | Място на убийство             | Бележка                       |
| ----------------------------- | ------------------------------------- | ----------------------------- | ----------------------------- | ----------------------------- |
| 1.                            | Ноле Дуков                            | 100                           | Загоричани                    |                               |
| 2.                            | Таси Рапов                            | 50                            | Загоричани                    |                               |
| 3.                            | Мите Лазов                            | 56                            | Загоричани                    |                               |
| 4.                            | Кузо Самарджията                      | 48                            | Загоричани                    |                               |
| 5.                            | Иван Колокотронкин                    | 25                            | Загоричани                    |                               |
| 6.                            | Яни Кандзов                           | 58                            | Загоричани                    |                               |
| 7.                            | Христо Кандзов                        | 48                            | Загоричани                    |                               |
| 8.                            | Ицо Маразето                          | 60                            | Загоричани                    |                               |
| 9.                            | Мите Филцов                           | 50                            | Загоричани                    |                               |
| 10.                           | Мище Иоткин                           | 75                            | Загоричани                    |                               |
| 11.                           | Стоян Костандов                       | 40                            | Загоричани                    |                               |
| 12.                           | Киряко Сапунаров – Палячо             | 47                            | Загоричани                    |                               |
| 13.                           | Петър Шпатов                          | 20                            | Загоричани                    |                               |
| 14.                           | Ноле Манчев                           | 70                            | Загоричани                    |                               |
| 15.                           | Гиро Василев – Моди                   | 20                            | Загоричани                    |                               |
| 16.                           | Мите Погончев                         | 70                            | Загоричани                    |                               |
| 17.                           | Петър Мацурев                         | 55                            | Загоричани                    |                               |
| 18.                           | Сидо Вулев                            | 51                            | Загоричани                    |                               |
| 19.                           | Никола Блачев                         | 54                            | Загоричани                    |                               |
| 20.                           | Син му Георги                         | 17                            | Загоричани                    |                               |
| 21.                           | Марко Вангеловски – Калфата           | 75                            | Загоричани                    |                               |
| 22.                           | Яне Корувешов                         | 60                            | Загоричани                    |                               |
| 23.                           | Гило Корувешов                        | 45                            | Загоричани                    |                               |
| 24.                           | Таси Корувешов                        | 40                            | Загоричани                    |                               |
| 25.                           | Зисо Димовичин                        | 75                            | Загоричани                    |                               |
| 26.                           | Син му Петрето                        | 14                            | Загоричани                    |                               |
| 27.                           | Яне Зафираков                         | 20                            | Загоричани                    |                               |
| 28.                           | Мите Констандинкин                    | 50                            | Загоричани                    |                               |
| 29.                           | Георги Ронза говедарина               | 65                            | Загоричани                    |                               |
| 30.                           | Георги Тагаров                        | 26                            | Загоричани                    |                               |
| 31.                           | Христо Темов                          | 63                            | Загоричани                    |                               |
| 32.                           | Димитър Кондев                        | 40                            | Загоричани                    |                               |
| 33.                           | Дине Цуцулев – Даскало                | 45                            | Загоричани                    |                               |
| 34.                           | Кузо Дрендов                          | 76                            | Загоричани                    |                               |
| 35.                           | Дине Колев – Бушунанчев               | 25                            | Загоричани                    |                               |
| 36.                           | Коле Юнако                            | 18                            | Загоричани                    |                               |
| 37.                           | Филе Гьончев                          | 50                            | Загоричани                    |                               |
| 38.                           | Стоян Филев Гьончев                   | 20                            | Загоричани                    |                               |
| 39.                           | Яко Евреина                           | 70                            | Загоричани                    | праматар                      |
| 40.                           | Пандевица Миталкова                   | 25                            | Загоричани                    |                               |
| 41.                           | Търпа, жена на убития Васил Чичов     | 45                            | Загоричани                    |                               |
| 42.                           | Тана, дъщеря на мухтарина Яне Кандзов | 14                            | Загоричани                    |                               |
| 43.                           | Ангелина, дъщеря на Кузо Самарджията  | 10                            | Загоричани                    |                               |
| 44.                           | Елена, дъщеря на Кузо Самарджията     | 7                             | Загоричани                    |                               |
| 45.                           | Мария, дъщеря на Кузо Самарджията     | 4                             | Загоричани                    |                               |
| 46.                           | Султана, жена на Кузо Самарджията     | 40                            | Загоричани                    |                               |
| 47.                           | Поп Стефан Николов                    | 60                            | Върбица                       |                               |
| 48.                           | Вангел Гацов                          | 70                            | Върбица                       |                               |
| 49.                           | Никола Костандов                      | 75                            | Върбица                       |                               |
| 50.                           | Кузо Нанов                            | 55                            | Върбица                       |                               |
| 51.                           | Кузман Костандов                      | 75                            | Върбица                       |                               |
| 52.                           | Мите Шклифа                           | 65                            | Върбица                       |                               |
| 53.                           | Ванук Киров                           | 50                            | Върбица                       |                               |
| 54.                           | Коле Илко Дуков                       | 30                            | Върбица                       |                               |
| 55.                           | Васил Чичов                           | 55                            | Върбица                       |                               |
| 56.                           | Наум Мишков Драшката                  | 65                            | Върбица                       |                               |
| 57.                           | Андон Печитиков                       | 50                            | Върбица                       |                               |
| 58.                           | Янчо Туруфиев                         | 50                            | Върбица                       |                               |
| 59.                           | Наки Калешин Гайдаржията              | 47                            | Върбица                       |                               |
| 60.                           | Коста Шефов                           | 65                            | Върбица                       |                               |

## Международна комисия в Загоричани
Още по време на нападението от селото са изпратени двама куриери, които да информират властта в Битоля за случилото се, които обаче са задържани от турски аскери преди да стигнат консулския град. Наместо тях Атанас Коков от Бобища информира австро-унгарския и руския консул за случилото се. Привечер в Загоричани пристига лично жандармерийският офицер Козма Манера, който не позволява убитите да бъдат погребани, за да може международна комисия да разследва случилото се. Костурският каймакамин нарежда труповете да бъдат погребани, но селяните не изпълняват заповедта. След четири дни в Загоричани пристига комисия, съставена от австро-унгарския консул Оскар Прохаска, руския консул Виктор Кал, двама италиански, трима турски офицери и загоричанеца, живеещ в Битоля, Наум Темчев. На тях селяните от Загоричани предават писмено изложение-протест, а селяните от близките села също протестират.
Битолският главен жандармерист полковник Албера казва:
| „ | Като офицер от италианската армия вземал съм участие в много сражения с дивите африкански племена. Често пъти се е случвало да бъдат пленени у африканците и избивани наши войници. Но избиване с такава префинена жестокост не съм видял досега и не намирам думи, с които да квалифицирам авторите на злодеянието. | “ |

Английският консул Мак Грегър пише до английския посланик в Цариград: 
| „ | Общият брой на незакопаните тела намерени от полковника и двамата консули е 68, включително 6 жени и две деца, като последните са прободени с щикове, и разпорени, а в един случай е открито, че цяло семейство е взривено с динамитени бомби от примитивен тип, хвърлени през дупките направени в стените на тяхната къща. Освен изгарянето на 13 къщи и също толкова плевни, гърците съзнателно са изклали много добитък, а малкият брой на ранени, около половин дузина, свидетелства за съвършения метод по който е извършена касапската работа за това кратко време от час и половина... Трябва също да изразя очевидната разлика между клането в Загоричани и убийствата извършени от екзархистите против патриаршистите, защото докато първите почти безпогрешно избираха своите жертви между лицата, за които се знае или има съмнение, че са виновни за предателство, то гърците изглежда, не са били заинтересовани от друг мотив, освен да убият колкото може повече екзархисти... | “ |

Българският търговски агент Андрей Тошев, в таен доклад до българското правителство, пише:
| „ | Тѣ – рускиятъ и австрийскиятъ консули и италианските офицери Албера, Гастолди и Манера – сѫ потресени отъ това, що сѫ видѣли и констатирали. Изъ улицитѣ, край църквата, навсъкѫде лежели трупове, обезобразени жестоко. Имало 5-годишни деца съ разпорени кореми, жени убити съ разсечени рѫце. На нѣкои черепитѣ били разбити и мозъка изтекълъ, на други очитъ извадени, рѫцетѣ и краката сѣчени и пр. Единътъ отъ селскитѣ свещеници, 60 годишенъ старецъ, тоже убитъ, е билъ покритъ цѣлъ съ рани. Едно цѣло семейство избито съ бомби, които сѫ били хвърлени въ кѫщата презъ кумина и презъ две нарочно отворени дупки. Бащата, майката и дветѣ деца сѫ ужасно обезобразени отъ бомбитѣ. Най-малкото, 5-годишно момиченце, е искало да избѣга, презъ вратата, но е било разпрано отъ байонетитѣ на гърцитѣ. Рускиятъ консулъ г. Колъ плачеше, когато ми разправяше това що е видѣлъ. Австрийскиятъ консулъ г. Прохаска едвамъ си задържаше сълзитѣ. Тѣ заявяватъ, че подобни ужаси не сѫ видѣли да правятъ и турцитѣ презъ възстанието. Консулитѣ прибавятъ, че при влизането имъ въ селото миризмата на разлагащитѣ се трупове, писъцитъ и риданията на останалитѣ живи можели да покъртятъ душата и на най-жестокосърдечнитѣ. | “ |

## Последици
След клането голяма част от населението на Загоричани емигрира в България и САЩ.

Неблагоприятният за гръцката пропаганда отзвук е причина командващите на четите в Македония да получат нареждане временно да се въздържат от „нападения и сражения“. В документ, заловен от турските власти, се казва:
| „ | Издигнатите до небесата оплаквания по случай сражението в с. Загоричане създадоха пречки и мъчнотии за борбата ни в Македония. За да не се дава повод на османското правителство да предприема гонения срещу нас и тъй като отсега нататък хората, които се заловят, ще бъдат предавани на специални военни съдилища (извънредните), додето не се премахнат тези настроения и додето не престанат протестите на консулите в Битоля, съветваме ви да отбягвате всякакви инициативи и действия. | “ |

В България са проведени серия протестни митинги и по Черноморието избухват антигръцки вълнения, в резултат на които е опожарен град Анхиало и част от черноморските гърци се изселват в Гърция.
Битолският секретар на българското търговско агентство Манол Ракаров раздава на пострадалите загоричанци 1200 лева помощи през 1905 година. В 1921 година загоричанският търговец Димитър Спиров дава пари за построяването на църквата „Свети Димитър“ в Цариград. На надпис над притвора на църквата се споменава, че църквата е построена в памет на загиналите в Загоричани. В 1930 година в София е издадена книга със спомени по повод 25-годишнината от клането в Загоричани.

## Поема за клането в Загоричани отПавлос Гипарис[29]
| На гръцки | На български |
| --- | --- |
| Αρχηγοί κι οπλαρχηγοί όλοι πλειοδοτούνε, „στο κέντρο αυτό οι Βούλγαροι πρέπει να κτυπηθούνε“. Η τρομερά απόφασι ελήφθη ενα βράδυ, να στείλουν 92 Βουλγάρους εις τον Άδη! Με λύσσα να εκδικηθούν όλοι αποφασίσαν, πρώτη φορά τέτοια σφαγή όλοι τους εποθήσαν... Κι εισήλθανε εις την Μονή Αγίων Αναργύρων κι εκάθησαν εις τα κελιά που ήτανε τριγύρω, Την Εκκλησιά οι Βούλγαροι την είχανε καμμένη, προ δυό μηνών προτήτερα την είχαν ληστεμένη! Κι όσοι εκ των εκδικητών ήσαν νεοφερμένοι, και είδαν την εκκλησία μας έτσι αποτεφρωμένη, „εκδίκησι“ φωνάξανε, „να τρομοκρατηθούνε, την Ιερά θρησκεία μας να τήνε σεβαστούνε“. Όλοι με μια ορμητική ιδέα προχωρούνε, τη Ζαγορίτσα ήθελαν στίς φλόγες να τη δούνε. Ο Βάρδας εκ του δυτικού μέρους επροχωρούσε κι ο Μάλλιος εξ ανατολών την επολιορκούσε. Όλοι επλησιάζανε και ο σαλπιγκτής σημαίνει, μπαίνουν στη Ζαγορίτσανη, την πολυ-παινεμένη. Ο Πούλακας και ο Μακρής, άνοιξαν το ντουφέκι και στους Βουλγάρους ρίξανε φωτιά κι αστροπελέκι. Όλοι επροχωρουσανε να μπούνε εις την μάχη, ο Καραβίτης και πολλοί άλλοι Βουλγαρομάχοι, κι ο Βάρδας, σαν το κεραυνό, στη μάχη μέσα μπαίνει, και όλους τους εκδικητάς με λόγια τους θερμαίνει. Αητοί πετάνε γύρω του, λιοντάρια παν κοντά του, και γράφει με το ξίφος του ο Βάρδας τ’ όνομα του, και ο Καούδης, στην κορυφή, φύλαγε τα πλευρά του. Ο Κουκουλάκης προχωρεί μέσα στο πανηγύρι, του Καραβίτη ερρίξανε από 'να παραθύρι, ο Κλείτος και ο Πήχεων, με το σπαθί στο χέρι, και ο Γκούτας, ο αμίμητος, όπου δεν έχει ταίρι... Μα δεν εμπόραγε κανείς για να τους συγκράτηση, το αίμα το Βουλγαρικό έτρεχε σαν τη βρύση! Σκοτώνουν οι εκδικηταί όσους να βρουν μπροστά των, φθάνει να είναι Βούλγαροι, γιατί πονεί η καρδιά των. Τρέλλα 'χε τους εκδικητάς πιάσει την ώρα εκείνη, μανιακά φωνάζανε „εκδίκησι να γίνη!“ Άγγελοι, γίναν δαίμονες, εις την καρδιά, στην όψι, γιατί Βουλγάρων είχανε πολλά κεφάλια κόψει. Όλη ή Ζαγορίτσανη με πτώματα εστρώθη και είναι θαύμα αληθινά Βούλγαρος πώς έσώθη! Πολλοί επυροβολούσανε από τα σπίτια μέσα, μα μπήκανε οι εκδικηταί και τους εξεμπέρδεψαν, κομίτες, δημογέροντας, και ψεύτικους παππάδες, όλοι, Αρχηγοί και Οπλαρχηγοί, γινήκαμε πασάδες... Όπου έγινε αντίστασις έκαψαν και τα σπίτια, γιατί είχανε οι εκδικηταί τον πόνο μέσ' στα στήθεια. Αυτά αποτελούσανε την φρικαλέα εικόνα, θα το θυμούνται οι Βούλγαροι ολόκληρον αιώνα. | Главатарите и въоръжените водачи определиха цената „в този център българите трябва да се пребият“. Страшно решение се взе една вечер, да изпратят 92-ма българи в ада! Всички решиха да отмъстят с бяс и за пръв път такова клане пожелаха. И влязоха в манастира „Св. Анаргиро“ и насядаха по килиите наоколо. Българите бяха изгорили църквата, преди два месеца я бяха ограбили! И които от отмъстителите бяха новодошли, виждайки църквата така изпепелена завикаха за отмъщение, за да всеят страх и да ги накарат да уважава светата ни вяра! Бурната идея ги подтикваше да вървят, искаха да видят Загоричани в пламъци, Вардас идваше от запад, Малиос ги обсади от изток. Всички се приближиха и тръбача даде сигнал, влязоха в прехваленото Загоричани. Пулакас и Макрис откриха стрелбата и се нахвърлиха на българите като като огън и гръм от ясно небе. Вървяха всички, за да влязат в битката и Каравитис и други българоборци, Вардас като мълния в битката се хвърли и думите му стоплиха всички отмъстители, орлите летяха край него и лъвовете бяха наблизо. И Вардас записа името си с меч, a Каудис от върха пазеше страните му. Кукулакис навлезе навътре в панаира, стреляха на Каравити от един прозорец, Клейтос и Пихеон с мечове в ръце, а Гутас беше неподражаем, никой не можеше да ги удържи. Кръвта на българите течеше като от чешма Отмъстителите убиваха които се мяркаха пред тях, стига само да бяха българи, защото ги болеше душата и лудост обхвана отмъстителите. В този час, крещяха за отмъщение, ангелите се превърнаха в демони, защото отрязаха главите на много българи. А цяло Загоричани беше постлано с трупове, И наистина чудно беше как още българи бяха оцелели и стреляха от прозорците на къщите си, но отмъстителите нахлуха в тях и ги избиха, комити, старейшини и лъжовни свещеници. Главатарите и въоръжените водачи се превърнаха в турски паши и където срещнаха съпротива подпалиха къщите Защото отмъстителите чувстваха болка в гърдите си Всичко това беше една ужасна картина Ще я помнят българите цял век! |